# Augerville-la-Rivière

Augerville-la-Rivière este o comună în departamentul Loiret din centrul Franței. În 1 ianuarie 2022 avea o populație de 216 de locuitori.